# Enzersfeld im Weinviertel
Enzersfeld im Weinviertel je městys v Rakousku ve spolkové zemi Dolní Rakousy v okrese Korneuburg.

## Geografie

### Geografická poloha
Enzersfeld im Weinviertel se nachází ve spolkové zemi Dolní Rakousy v regionu Weinviertel. Leží přibližně 7 km východně od okresního města Korneuburg. Rozloha území městyse činí 9,85 km², z nichž 4 % jsou zalesněná.

### Části obce
Území městyse Enzersfeld im Weinviertel se skládá ze dvou částí (v závorce uveden počet obyvatel k 1. 1. 2015):
- Enzersfeld (1067)
- Königsbrunn (592)

### Sousední obce
- na severu: Harmannsdorf
- na východu: Großebersdorf
- na jihu: Hagenbrunn
- na západu: Stetten

## Galerie

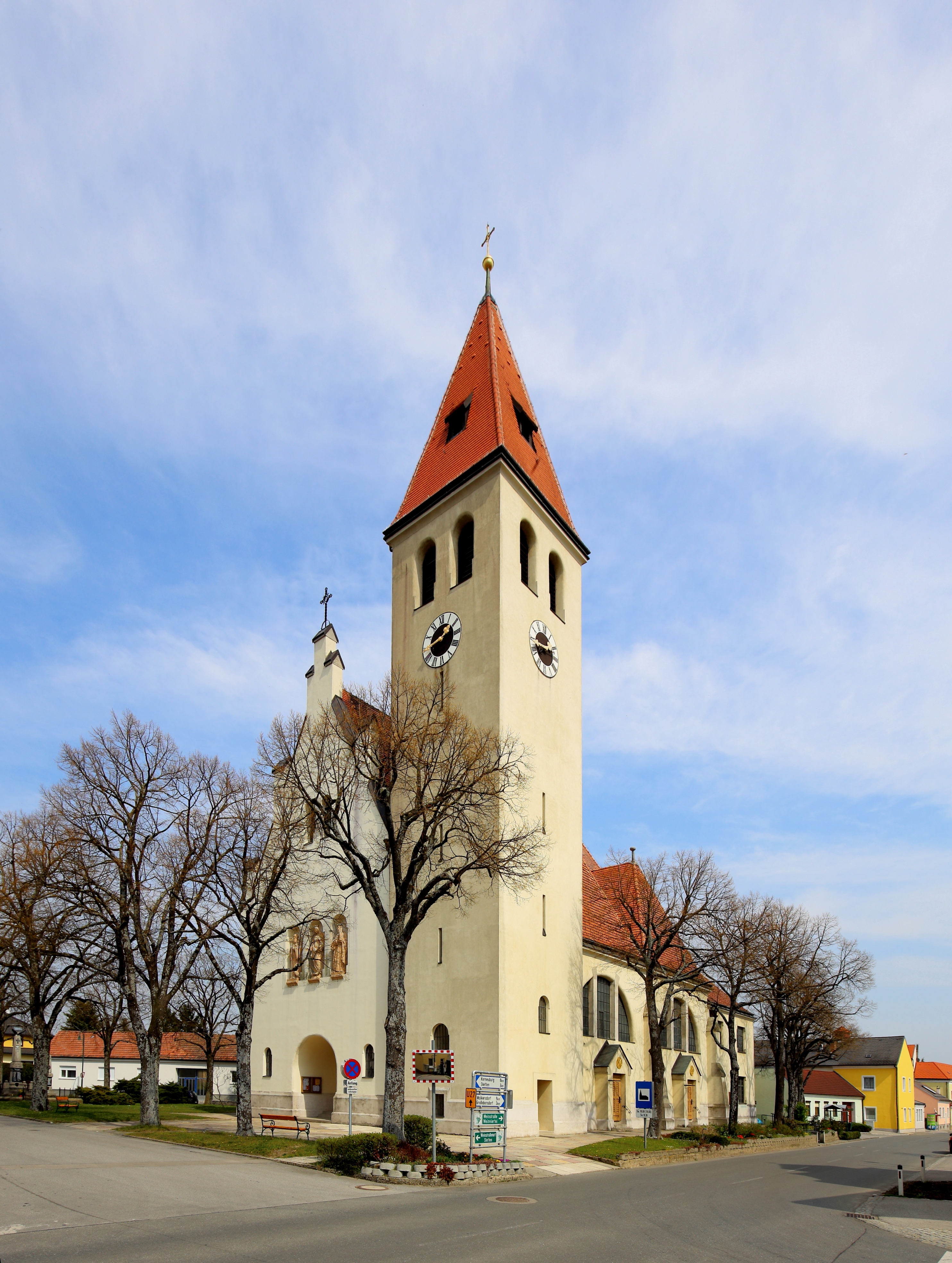
Farní kostel Narození Panny Marie v Enzersfeldu
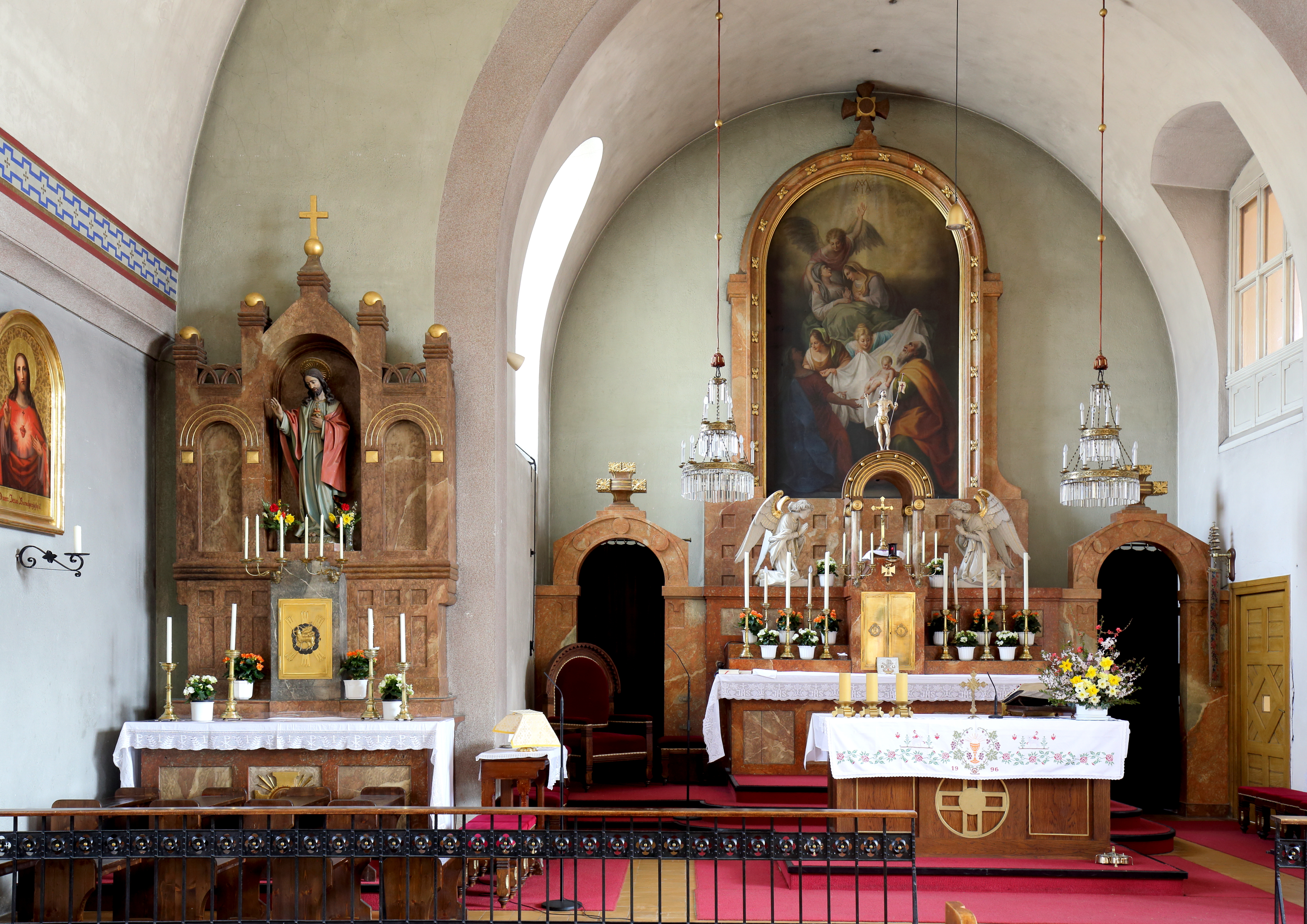
Presbytář farního kostela Narození Panny Marie v Enzersfeldu
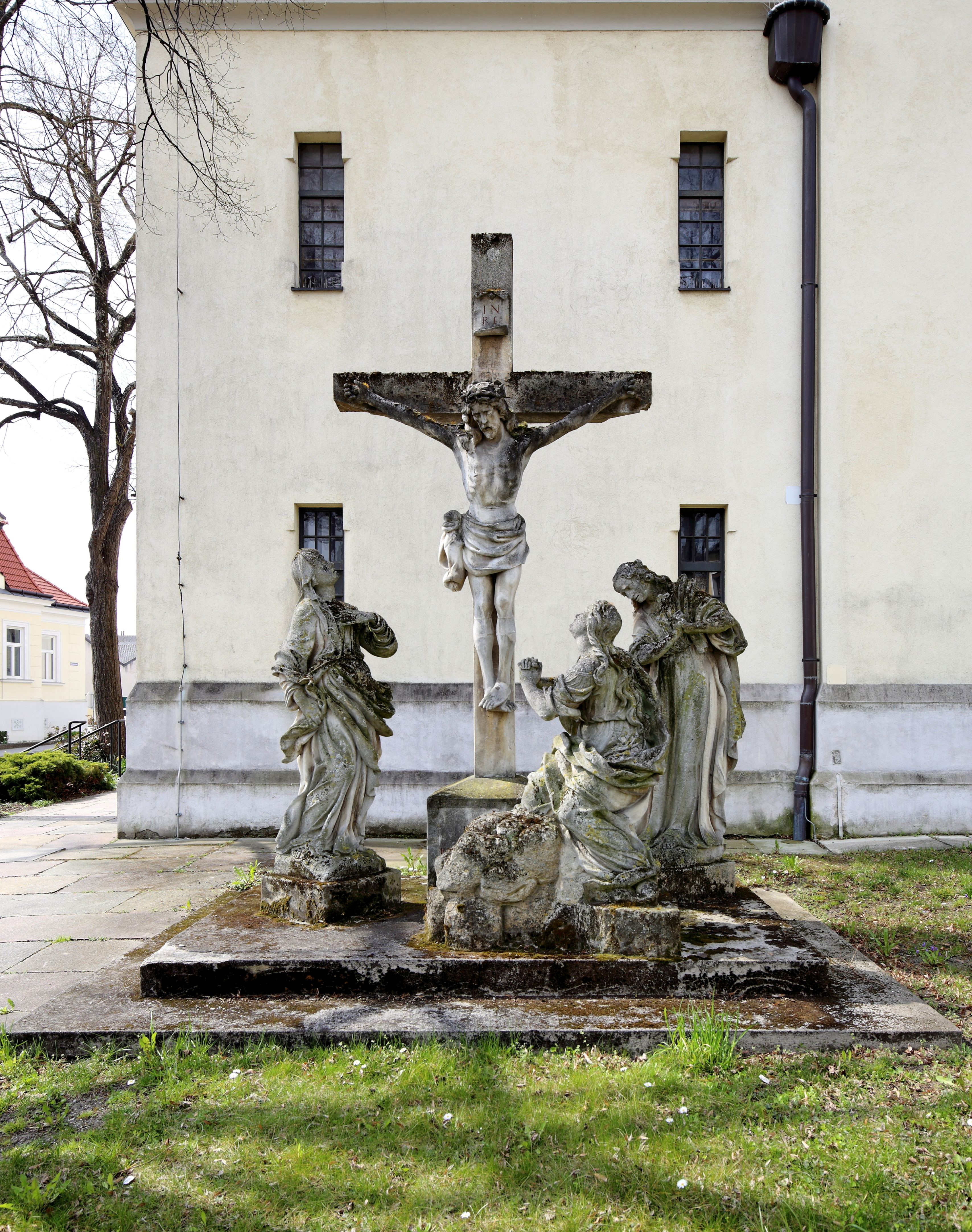
Sousoší u farního kostela v Enzersfeldu
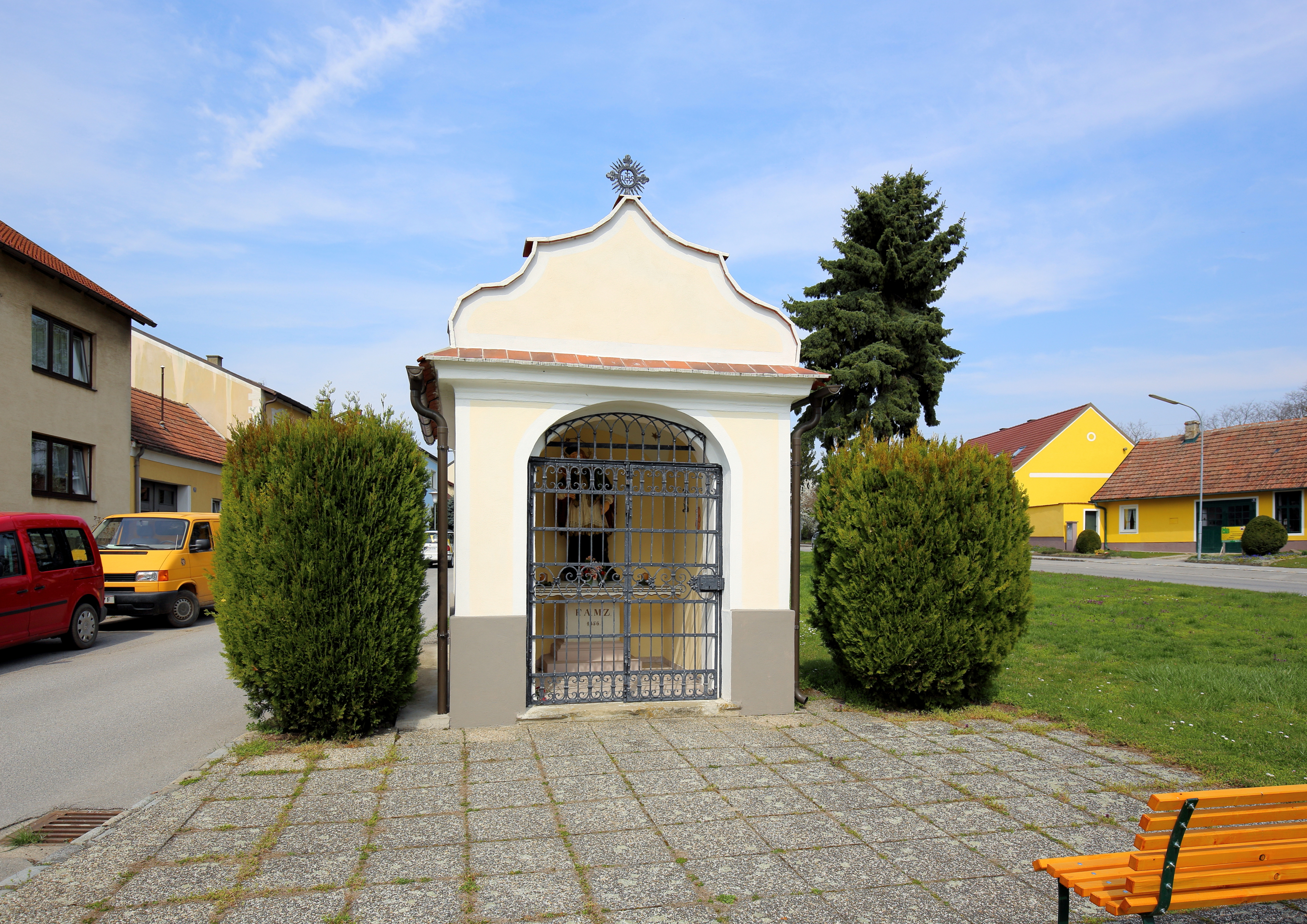
Kaple sv. Jana Nepomuckého v Enzersfeldu
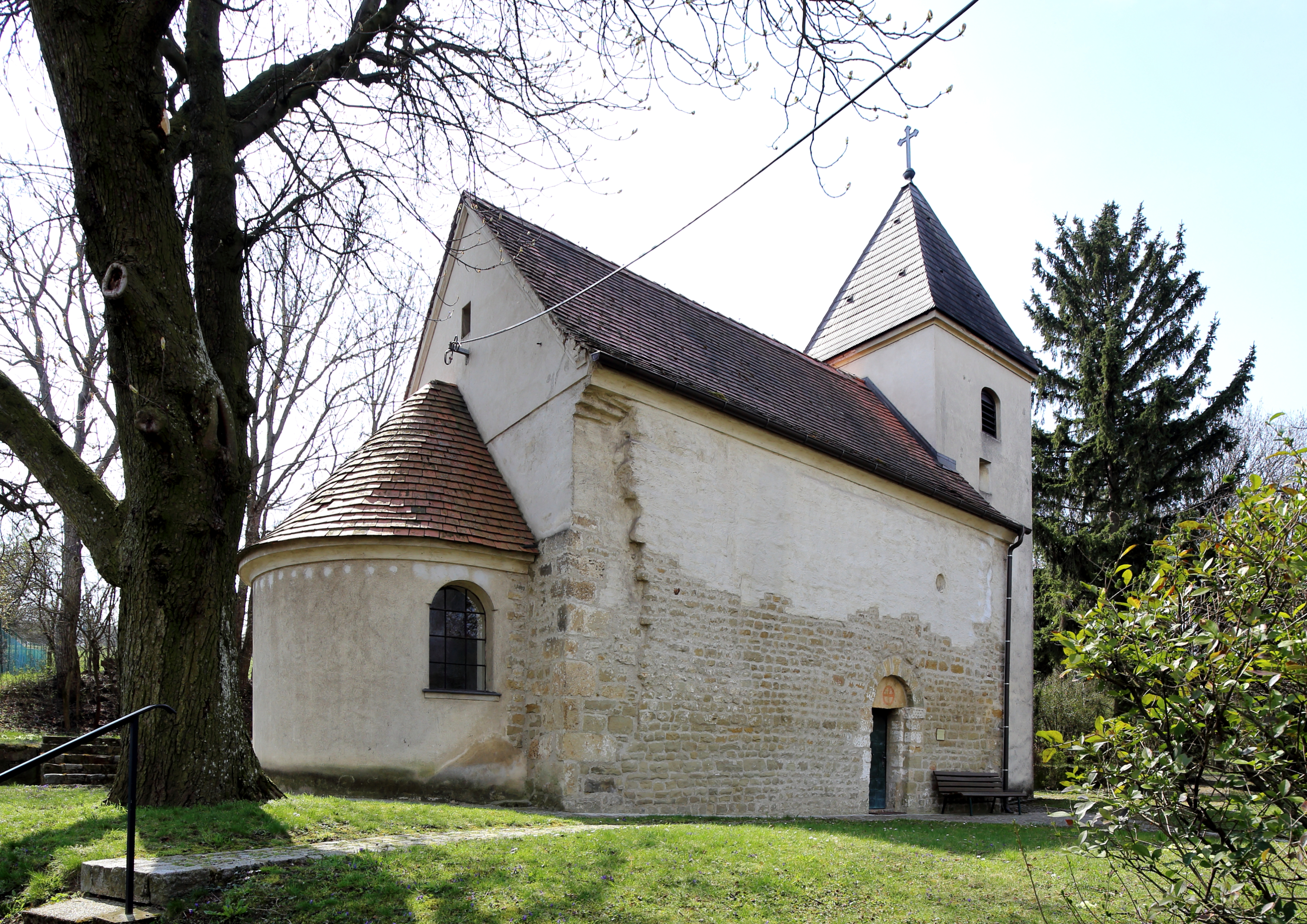
Kostel v Königsbrunnu